# Décathlon aux championnats du monde d'athlétisme 1991
Navigation
Rome 1987 Stuttgart 1993
Le concours du décathlon des championnats du monde d'athlétisme 1991 s'est déroulé les 29 et 30 août 1991 dans le Stade olympique national de Tokyo, au Japon. Il est remporté par l'Américain Dan O'Brien.
Dan O'Brien s'était érigé en favori à la faveur de ses 8 845 pts trop ventés réussis aux championnats des États-Unis. Lors de la première journée il remporte trois des cinq épreuves au programme et est en tête à mi-parcours. Malgré un record personnel au lancer du poids il ne possède que 68 pts d'avance sur le Canadien Mike Smith, en raison d'une contre-performance au saut en hauteur. Le lendemain, des records personnels au 110 m haies et au lancer du javelot lui permettent de rester en contact avec le record du monde de Daley Thompson. Finalement il échoue de 5 s au 1 500 m. Son total de 8 812 points constitue le meilleur résultat par vent régulier depuis l'instauration du nouveau modèle de javelot.
Derrière lui, Smith bat son record du Canada à la deuxième place, et l'Allemand Christian Schenk, auteur d'un saut en hauteur à 2,18 m la veille, réussit à contenir le retour du Tchèque de Robert Změlík et obtient le bronze.

## Médaillés
| Or          | Argent     | Bronze           |
| Dan O’Brien | Mike Smith | Christian Schenk |

## Résultats
| Rang               | Athlète           | Pays             | Total    | 100 m   | Long.  | Poids   | Haut.  | 400 m   | 110 m h. | Disque  | Perche | Jav.    | 1 500 m       |
| ------------------ | ----------------- | ---------------- | -------- | ------- | ------ | ------- | ------ | ------- | -------- | ------- | ------ | ------- | ------------- |
| Médaille d'or      | Dan O’Brien       | États-Unis       | 8 812 CR | 10 s 41 | 7,90 m | 16,24 m | 1,91 m | 46 s 53 | 13 s 94  | 47,20 m | 5,20 m | 60,66 m | 4 min 37 s 50 |
| Médaille d'argent  | Mike Smith        | Canada           | 8 549 PB | 10 s 81 | 7,68 m | 15,69 m | 2,09 m | 47 s 53 | 14 s 78  | 48,42 m | 4,40 m | 65,46 m | 4 min 29 s 14 |
| Médaille de bronze | Christian Schenk  | Allemagne        | 8 394    | 11 s 37 | 7,55 m | 15,77 m | 2,18 m | 50 s 10 | 15 s 26  | 45,98 m | 4,90 m | 61,98 m | 4 min 22 s 58 |
| 4                  | Robert Změlík     | Tchécoslovaquie  | 8 379 NR | 10 s 85 | 7,84 m | 13,42 m | 2,00 m | 49 s 48 | 14 s 07  | 44,04 m | 5,00 m | 57,80 m | 4 min 21 s 24 |
| 5                  | Petri Keskitalo   | Finlande         | 8 318 NR | 10 s 93 | 7,58 m | 15,06 m | 2,03 m | 50 s 26 | 14 s 27  | 44,22 m | 4,80 m | 69,22 m | 4 min 46 s 03 |
| 6                  | Simon Poelman     | Nouvelle-Zélande | 8 267 SB | 10 s 82 | 7,32 m | 15,88 m | 2,06 m | 50 s 10 | 14 s 63  | 45,06 m | 5,00 m | 56,56 m | 4 min 36 s 36 |
| 7                  | Eduard Hämäläinen | Union soviétique | 8 233 PB | 10 s 99 | 7,34 m | 15,16 m | 2,09 m | 49 s 28 | 14 s 51  | 45,48 m | 4,90 m | 55,64 m | 4 min 36 s 85 |
| 8                  | Antonio Peñalver  | Espagne          | 8 200    | 11 s 17 | 7,32 m | 16,52 m | 2,03 m | 50 s 00 | 15 s 38  | 50,66 m | 4,50 m | 63,08 m | 4 min 32 s 95 |
| 9                  | Christian Plaziat | France           | 8 122    | 10 s 88 | 7,28 m | 13,87 m | 2,09 m | 48 s 72 | 14 s 38  | 44,30 m | 4,90 m | 48,62 m | 4 min 29 s 98 |
| 10                 | Thorsten Dauth    | Allemagne        | 8 069    | 10 s 74 | 6,99 m | 15,36 m | 2,03 m | 48 s 13 | 14 s 88  | 42,96 m | 4,30 m | 60,46 m | 4 min 28 s 09 |
| 11                 | Beat Gähwiler     | Suisse           | 8 011    | 11 s 27 | 7,13 m | 13,86 m | 1,88 m | 49 s 18 | 14 s 73  | 44,36 m | 4,80 m | 60,36 m | 4 min 11 s 82 |
| 12                 | Michael Kohnle    | Allemagne        | 8 000    | 10 s 90 | 7,52 m | 14,47 m | 2,03 m | 49 s 63 | 14 s 57  | 42,28 m | 4,70 m | 58,68 m | 4 min 51 s 98 |
| 13                 | Alain Blondel     | France           | 7 848    | 11 s 03 | 7,20 m | 13,15 m | 1,94 m | 48 s 43 | 14 s 49  | 39,16 m | 4,80 m | 55,40 m | 4 min 30 s 56 |
| 14                 | Munehiro Kaneko   | Japon            | 7 672    | 11 s 33 | 7,18 m | 13,49 m | 1,94 m | 50 s 19 | 15 s 17  | 43,76 m | 4,50 m | 60,84 m | 4 min 37 s 86 |
| 15                 | Paul Scott        | Australie        | 7 663    | 11 s 01 | 6,82 m | 12,31 m | 1,97 m | 48 s 15 | 15 s 46  | 39,14 m | 4,50 m | 61,78 m | 4 min 27 s 13 |
| 16                 | Jan Trefny        | Suisse           | 7 610    | 11 s 41 | 6,59 m | 13,93 m | 1,91 m | 49 s 31 | 15 s 00  | 41,36 m | 4,30 m | 60,84 m | 4 min 16 s 95 |
| 17                 | Lars Warming      | Danemark         | 7 529    | 11 s 28 | 6,90 m | 13,28 m | 1,85 m | 48 s 84 | 15 s 02  | 42,06 m | 4,40 m | 53,02 m | 4 min 21 s 79 |
| 18                 | Saša Karan        | Yougoslavie      | 7 468    | 11 s 32 | 6,79 m | 13,06 m | 1,94 m | 49 s 53 | 15 s 37  | 47,16 m | 4,20 m | 52,38 m | 4 min 30 s 03 |
| 19                 | Alper Kasapoğlu   | Turquie          | 7 211    | 11 s 14 | 6,85 m | 12,62 m | 1,94 m | 50 s 90 | 15 s 50  | 40,90 m | 4,40 m | 48,22 m | 4 min 41 s 62 |
| 20                 | Rob Muzzio        | États-Unis       | 7 133    | 11 s 41 | 6,80 m | 16,62 m | 1,97 m | 51 s 42 | 15 s 33  | 50,06 m | 4,70 m | 56,00 m | DNF           |
| 21                 | Dave Johnson      | États-Unis       | 6 378    | 11 s 16 | 6,65 m | 14,61 m | 1,97 m | 50 s 78 | 15 s 07  | 46,56 m | NM     | 68,08 m | DNF           |
| 22                 | Marco Baffi       | Italie           | 6 209    | 11 s 27 | 6,98 m | 12,35 m | 1,94 m | 50 s 00 | 15 s 93  | 38,70 m | NM     | 39,44 m | 4 min 54 s 15 |
|                    | Mikhail Medved    | Union soviétique | DNF      | 11 s 25 | 7,26 m | 16,17 m | 2,00 m | 50 s 33 | 14 s 96  | 49,94 m | NM     | DNS     |               |
|                    | Henrik Dagård     | Suède            | DNF      | 10 s 88 | 7,29 m | 13,19 m | 1,97 m | 48 s 29 | 14 s 96  | 41,16 m | DNS    |         |               |
|                    | Pedro da Silva    | Brésil           | DNF      | 11 s 16 | 7,12 m | 14,39 m | 1,94 m | 51 s 18 | DNF      | DNS     |        |         |               |
|                    | Homelo Vi         | Tonga            | DNF      | 11 s 34 | 6,15 m | NM      | 1,82 m | DQ      | DNS      |         |        |         |               |
|                    | Dezső Szabó       | Hongrie          | DNF      | 11 s 06 | NM     | DNS     |        |         |          |         |        |         |               |
|                    | Viktor Radchenko  | Union soviétique | DNS      |         |        |         |        |         |          |         |        |         |               |
|                    | Anthony Brannen   | Royaume-Uni      | DNS      |         |        |         |        |         |          |         |        |         |               |
|                    | Lee Fu-An         | Taipei chinois   | DNS      |         |        |         |        |         |          |         |        |         |               |

## Légende
Records et Performances
- AR : Record continental (area record)
- CR : Record des championnats (championship record)
- MR : Record du meeting (meet record)
- NR : Record national (national record)
- OR : Record olympique (olympic record)
- PR : Record paralympique (paralympic record)
- PB : Record personnel (personal best)
- SB : Meilleure performance personnelle de la saison (season's best)
- WL : Meilleure performance mondiale de l'année (world leader)
- WJR : Record du monde junior (world junior record)
- WR : Record du monde (world record)

Circonstances et Conditions
- DNF : N'a pas terminé (did not finish)
- DNS : N'a pas pris le départ (did not start)
- DQ : Disqualification (disqualification)
- NM : Aucun essai valable enregistré (No Mark)
- Q : Qualifié « directement » au prochain tour (ou à la prochaine compétition), lors d'une compétition majeure, grâce au classement ou à la réalisation des minima (automatic qualifier)
- q : Qualifié au prochain tour (ou à la prochaine compétition), lors d'une compétition majeure, grâce au repêchage ou à la réalisation de l'une des meilleures performances parmi celles des « non qualifiés directement » (grâce au meilleur temps ou à la meilleure distance par exemple) (secondary qualifier)